# 泉町 (吹田市)
泉町（いずみちょう）は、大阪府吹田市にある地名。2025年現在の行政地名は泉町一丁目から泉町五丁目。

## 地理
吹田市の南部に位置する。南は穂波町、南東は清和園町、北東は出口町・西の庄町、西は垂水町・金田町に接する。南東部に一丁目、中央部に二丁目、西部に南から順に三丁目から五丁目がある。

### 河川
- 糸田川

## 歴史

### 沿革
- 1964年（昭和39年）、旧吹田町の一部より泉町1 - 5丁目成立[5]。

## 世帯数と人口
2025年（令和7年）5月31日現在の世帯数と人口は以下の通りである。
| 丁目       | 世帯数    | 人口    |
| ---------- | --------- | ------- |
| 泉町一丁目 | 611世帯   | 1,018人 |
| 泉町二丁目 | 960世帯   | 1,780人 |
| 泉町三丁目 | 596世帯   | 1,125人 |
| 泉町四丁目 | 1,029世帯 | 1,919人 |
| 泉町五丁目 | 984世帯   | 1,615人 |
| 計         | 4,180世帯 | 7,457人 |

### 人口の変遷
国勢調査による人口の推移。
| 1995年（平成7年）  | 8,247人 | [ 6 ]  |  |
| 2000年（平成12年） | 7,702人 | [ 7 ]  |  |
| 2005年（平成17年） | 7,327人 | [ 8 ]  |  |
| 2010年（平成22年） | 7,449人 | [ 9 ]  |  |
| 2015年（平成27年） | 7,649人 | [ 10 ] |  |
| 2020年（令和2年）  | 7,641人 | [ 11 ] |  |

### 世帯数の変遷
国勢調査による世帯数の推移。
| 1995年（平成7年）  | 3,868世帯 | [ 6 ]  |  |
| 2000年（平成12年） | 3,797世帯 | [ 7 ]  |  |
| 2005年（平成17年） | 3,666世帯 | [ 8 ]  |  |
| 2010年（平成22年） | 3,878世帯 | [ 9 ]  |  |
| 2015年（平成27年） | 4,004世帯 | [ 10 ] |  |
| 2020年（令和2年）  | 4,119世帯 | [ 11 ] |  |

## 学区
市立小・中学校に通う場合、学区は以下の通りとなる。
| 丁目       | 番/番地等 | 小学校                 | 中学校             |
| ---------- | --------- | ---------------------- | ------------------ |
| 泉町一丁目 | 全域      | 吹田市立吹田第二小学校 | 吹田市立第六中学校 |
| 泉町二丁目 | 全域      | 吹田市立吹田第二小学校 | 吹田市立第六中学校 |
| 泉町三丁目 | 全域      | 吹田市立吹田第二小学校 | 吹田市立第六中学校 |
| 泉町四丁目 | 全域      | 吹田市立吹田第二小学校 | 吹田市立第六中学校 |
| 泉町五丁目 | 全域      | 吹田市立吹田第二小学校 | 吹田市立第六中学校 |

## 事業所
2021年（令和3年）現在の経済センサス調査による事業所数と従業員数は以下の通りである。
| 丁目       | 事業所数  | 従業員数 |
| ---------- | --------- | -------- |
| 泉町一丁目 | 58事業所  | 2,026人  |
| 泉町二丁目 | 63事業所  | 457人    |
| 泉町三丁目 | 27事業所  | 265人    |
| 泉町四丁目 | 21事業所  | 71人     |
| 泉町五丁目 | 67事業所  | 409人    |
| 計         | 236事業所 | 3,228人  |

## 交通

### 鉄道
- 阪急千里線 - 吹田駅

### バス
2025年7月現在
- 阪急バス[14]
  - 吹田市役所前（阪急吹田駅）
    - 1のりば：4・12系統
    - 2のりば：2・3・13・19・20系統
    - 3のりば：10・86系統
    - 4のりば：2・3・4・12・19・20・86系統
    - 西口のりば：2・10・86系統

  - 吹田市立中央図書館：86系統

### 道路
- 国道479号（大阪内環状線）
- 大阪府道14号大阪高槻京都線
- 大阪府道145号豊中吹田線

## 施設
- 吹田市役所
- 吹田市文化会館
- 吹田泉郵便局
- 吹田商工会議所
- 吹田市立吹田第二小学校
- 吹田市立いずみ保育園
- 西吹田プレシャス幼稚園
- 日本キリスト教団 吹田教会
- ライフ吹田泉町店
- いずみ南公園
- 新いずみ公園

## 郵便
- 郵便番号：564-0041[3]（集配局：吹田郵便局[15]）。

## ギャラリー

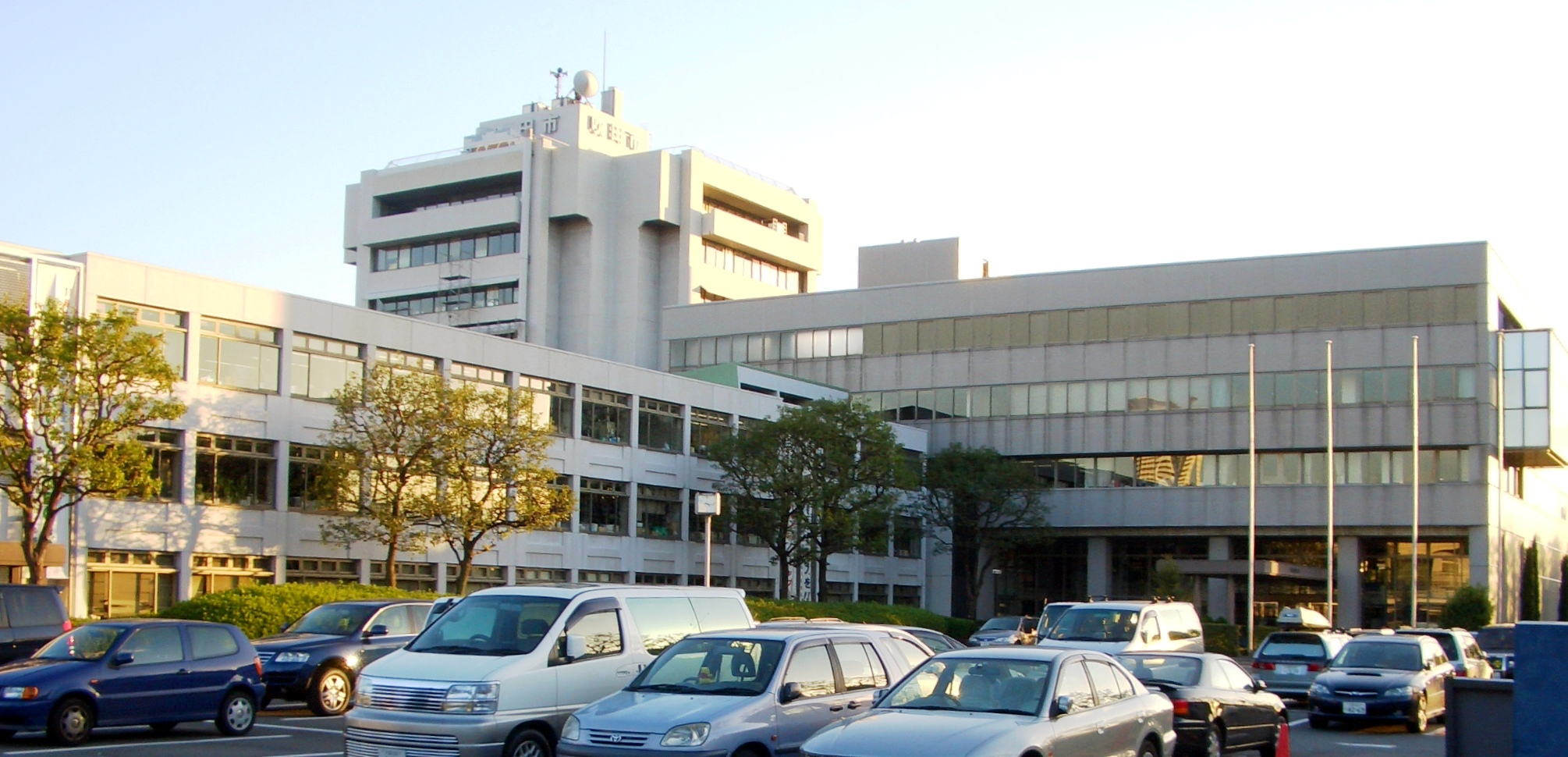
吹田市役所
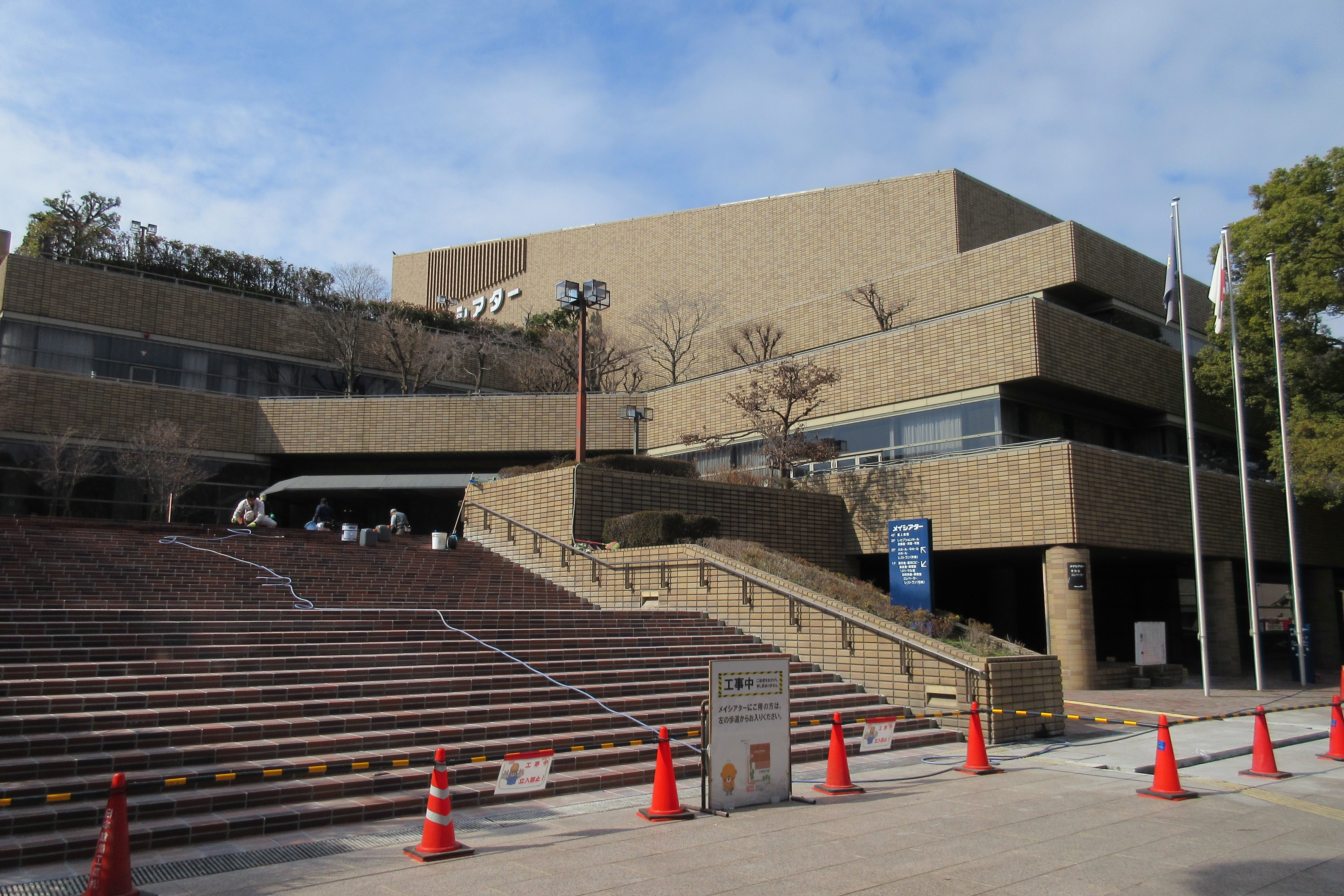
吹田市文化会館
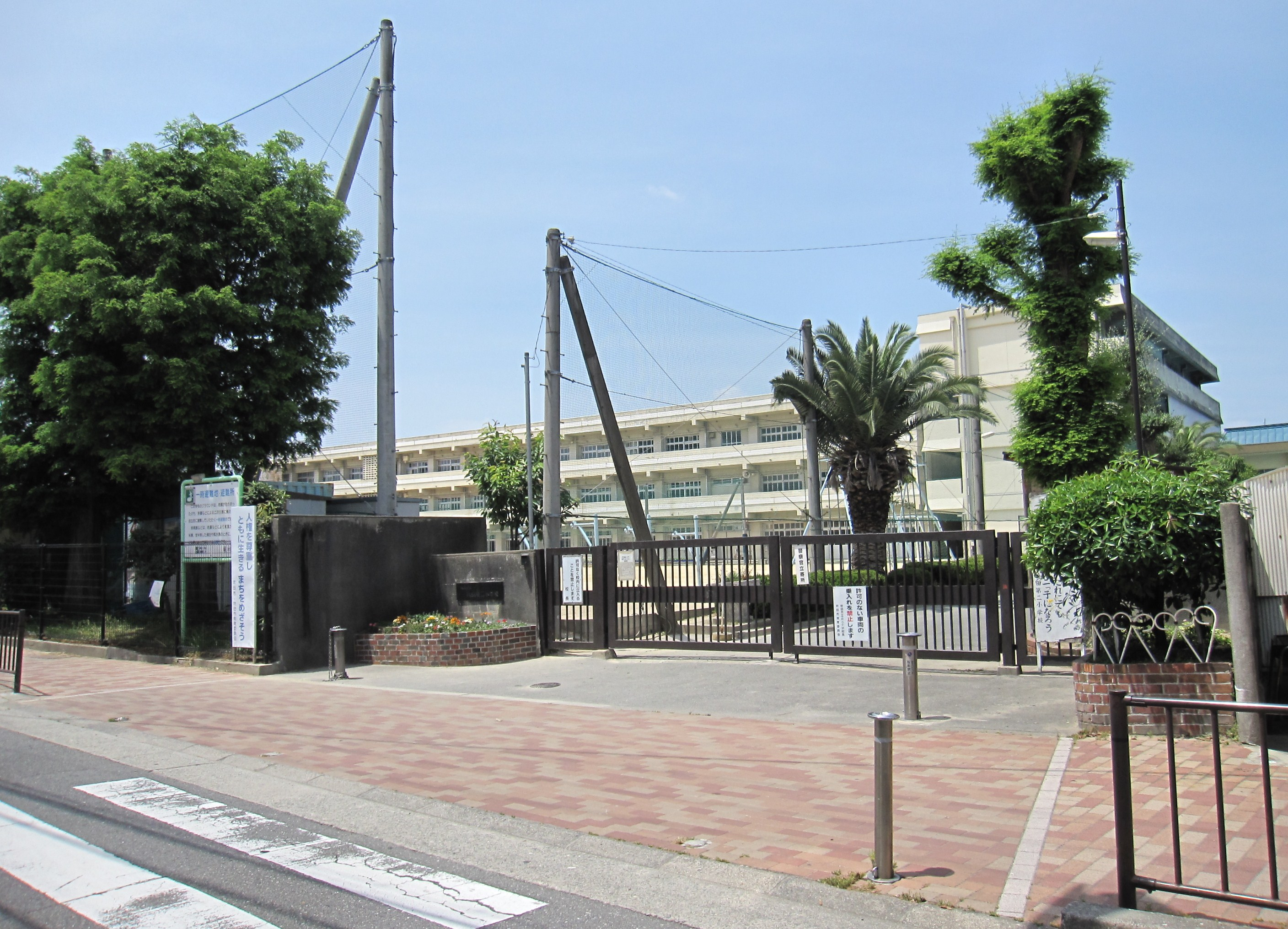
吹田市立吹田第二小学校
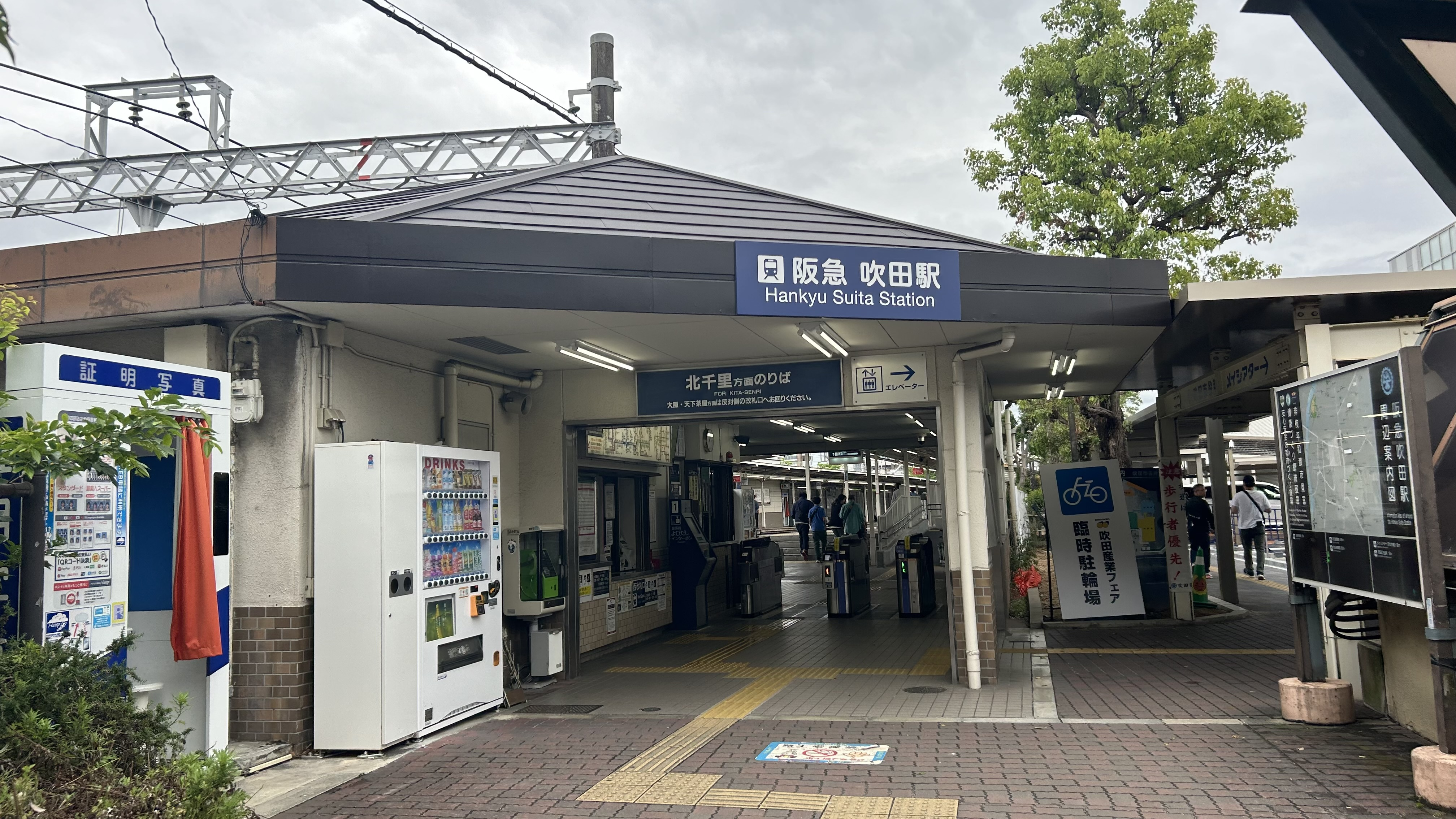
阪急吹田駅